# Ousman Sallah (Diplomat)
Ousman Ahmadou Sallah (* 26. Juli 1938 in Kudang; † 29. Januar 2023) war ein gambischer Diplomat.

## Leben
Sallah studierte am Trinity College in Hartfort, Connecticut, wo er 1965 einen Bachelor of Arts erwarb. Er war der erste Gambier, der an einem College in den USA studierte. An der School of International and Public Affairs der Columbia University in New York studierte er Diplomatie und internationale Beziehungen. 1997 wurde ihm vom Trinity College die Ehrendoktorwürde eines Doctor of Laws verliehen.
Nach dem Abschluss seiner akademischen Ausbildung war er in verschiedenen Funktionen für die gambische Regierung tätig, u. a. als Assistant Secretary im Büro des Premierminister und im Außenministerium. 1971 wurde er nach London gesandt, wo er kurzzeitig geschäftsführender Hochkommissar war. Von 1973 bis 1974 war er stellvertretender Staatssekretär im Außenministerium.
1974 wurde er zum ersten Botschafter Gambias in Saudi-Arabien mit gleichzeitiger Akkreditierung in Ägypten, Iran, Kuwait, den Vereinigten Arabischen Emiraten und Katar ernannt. Von dort wurde er 1979 zum Botschafter in den Vereinigten Staaten bestellt. Gleichzeitig war er als Hochkommissar in Kanada und als ständiger Vertreter Gambias bei den Vereinten Nationen akkreditiert. 1982 wurde er vom Botschafterposten abberufen und zum Staatssekretär im Außenministerium ernannt. Dort blieb er bis 1987, anschließend war er erneut Botschafter in den USA und bei den Vereinten Nationen.